# Propagandas da ditadura militar brasileira

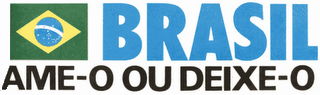
Slogan ufanista "Brasil, ame-o ou deixe-o", muito usado durante os Anos de Chumbo no Brasil.

As propagandas da ditadura militar brasileira influenciaram mais de uma geração de brasileiros pela sua veiculação em todos os meios de comunicação. Segundo o professor da USP, Eduardo Vicente, a decisão do governo lançar a propaganda foi "pragmática, pensando no sucesso imediato que a música poderia ter diante do clima de ufanismo inflado pela propaganda oficial, pela conquista da seleção [brasileira, que ganhou a Copa] e pelo momento de 'milagre econômico'."

## Lemas e frases
Os lemas e as canções de incentivo surgiam a todo instante.
Foram criadas as mais diversas frases de efeito, por exemplo:
- "Brasil: Ame-o ou deixe-o!", era usada por adultos e crianças, ostentada em objetos e nas janelas dos automóveis.
- "Brasil:AME-O", muitas empresas de transportes de valores utilizavam-na ostentada em seus veículos.
- "Quem não vive para servir ao Brasil, não serve para viver no Brasil".
- "Este é um país que vai pra frente!", com uma canção do mesmo nome, foi usada em propagandas governamentais.

Maytê Carvalho classificou o "Brasil: Ame-o ou deixe-o!" como um discurso manipulativo:
| “ | Uma falácia que é muito utilizada, principalmente, em relações pessoais e demonstra o viés abusivo desta relação é o falso dilema. O falso dilema te apresenta uma dicotomia que na realidade não existe. “Quem Não está comigo está contra mim”. “Brasil: ame ou deixe-o.” Eu posso não estar nem endossando alguém numa discussão, nem contra... percebem a sutileza da intimidação e manipulação? Ao apresentar como uma escolha binária e não como um espectro de possibilidades, eu sou praticamente coagido a escolher algo. Por que que eu tenho que amar ou deixar? Para ser conduzida mais facilmente como cidadã? A narrativa tem um viés, muitas vezes, de controle. Até mesmo no sentido do âmbito político. A gente precisa ficar atento às falsas dicotomias, aos falsos dilemas. | ” |

## Canções
A dupla Dom e Ravel, criou a música "Eu Te Amo, Meu Brasil"
"As praias do Brasil ensolaradas,
O chão onde o país se elevou,
A mão de Deus abençoou,
Mulher que nasce aqui tem muito mais amor.
O céu do meu Brasil tem mais estrelas.
O sol do meu país, mais esplendor.
A mão de Deus abençoou,
Em terras brasileiras vou plantar amor.
Eu te amo, meu Brasil, eu te amo!
Meu coração é verde, amarelo, branco, azul anil.
Eu te amo, meu Brasil, eu te amo!
Ninguém segura a juventude do Brasil.
As tardes do Brasil são mais douradas.
Mulatas brotam cheias de calor.
A mão de Deus abençoou,
Eu vou ficar aqui, porque existe amor.
No carnaval, os gringos querem vê-las,
No colossal desfile multicor.
A mão de Deus abençoou,
Em terras brasileiras vou plantar amor.
Adoro meu Brasil de madrugada,
Nas horas que estou com meu amor.
A mão de Deus abençoou,
A minha amada vai comigo aonde eu for.
As noites do Brasil tem mais beleza.
A hora chora de tristeza e dor,
Porque a natureza sopra
E ela vai-se embora, enquanto eu planto amor."
Era ainda comum a execução de hinos ufanistas, como "Este é um país que vai pra frente" dos Os Incríveis:
"Este é um país que vai pra frente
Rô Rô Rô Rô Rô
De uma gente amiga e tão contente
Rô Rô Rô Rô Rô
Este é um país que vai pra frente
De um povo unido, de grande valor
É um país que canta, trabalha e se agiganta
É o Brasil de nosso amor!"

## Futebol
Ao vencer o tricampeonato mundial de futebol em junho 1970, no México, o Brasil assistiu a uma das maiores campanhas publicitárias de massa de sua história.
O presidente da ARENA mandou baixar uma determinação aos candidatos do partido para que utilizassem como base de campanha eleitoral o êxito do futebol brasileiro Copa do Mundo, além de outras vitórias em todas as demais áreas do esporte. Foi aconselhada a associação das grandes realizações de governos anteriores às esportivas.
Em função da publicidade institucional da Ditadura Militar, surgiu então o hino "Pra Frente Brasil", de autoria de Miguel Gustavo, usado até hoje, com pequenas variações (quando fala da população):
"90 Milhões em Ação
Pra Frente Brasil
Do Meu Coração
Todos juntos vamos
Pra Frente Brasil
Salve a Seleção!
De repente é aquela corrente pra frente
Parece que todo Brasil deu a mão
Todos ligados na mesma emoção
Tudo é um só coração
Todos juntos vamos
Pra frente Brasil! Brasil!
Salve a seleção!"

## Interferência direta no futebol
O presidente Médici, gaúcho, exigiu a convocação de Dadá Maravilha, do Atlético Mineiro. Influenciou decisivamente na demissão de João Saldanha às vésperas da copa e criou financiamentos para compra de televisões.
Os militantes de esquerda passaram a parafrasear Marx, citando que "o futebol é o ópio do povo". A preocupação com o futebol era tanta que a comissão técnica e diretoria da CBD eram dadas a militares. Na Copa do Mundo de 1974, o presidente da CBD era o almirante Heleno Nunes, enquanto o preparador físico era o capitão Cláudio Coutinho, depois elevado a técnico na Copa do Mundo de 1978, na qual, o Brasil perdeu, deixando de disputar a final.

## Campeonato brasileiro e publicidade institucional
Foi criado o Campeonato Nacional de Clubes (atual Campeonato Brasileiro de Futebol) em 1971. Novamente houve uso político, com o governo influenciando a CBD para incluir times de algumas cidades a pedido de políticos. A população brasileira logo criou o bordão "Onde a ARENA vai mal, mais um time no nacional. Onde vai bem, outro time também".
O resultado dessa política foram campeonatos com um absurdo número de participantes (chegando a 94 em 1979, onde clubes de destaque como o Corinthians, Santos e São Paulo boicotaram), regulamentos muitas vezes confusos e resultados no final nem sempre justos e meritórios.